# Municipio de Carter (Dakota del Norte)
El municipio de Carter (en inglés: Carter Township) es un municipio ubicado en el condado de Burke en el estado estadounidense de Dakota del Norte. En el año 2010 tenía una población de 13 habitantes y una densidad poblacional de 0,14 personas por km².

## Geografía
El municipio de Carter se encuentra ubicado en las coordenadas 48°51′22″N 102°20′25″O / 48.85611, -102.34028. Según la Oficina del Censo de los Estados Unidos, el municipio tiene una superficie total de 93.03 km², de la cual 90,95 km² corresponden a tierra firme y (2,23 %) 2,08 km² es agua.

## Demografía
Según el censo de 2010, había 13 personas residiendo en el municipio de Carter. La densidad de población era de 0,14 hab./km². De los 13 habitantes, el municipio de Carter estaba compuesto por el 100 % blancos. Del total de la población el 0 % eran hispanos o latinos de cualquier raza.